# Nijō Yoshimoto

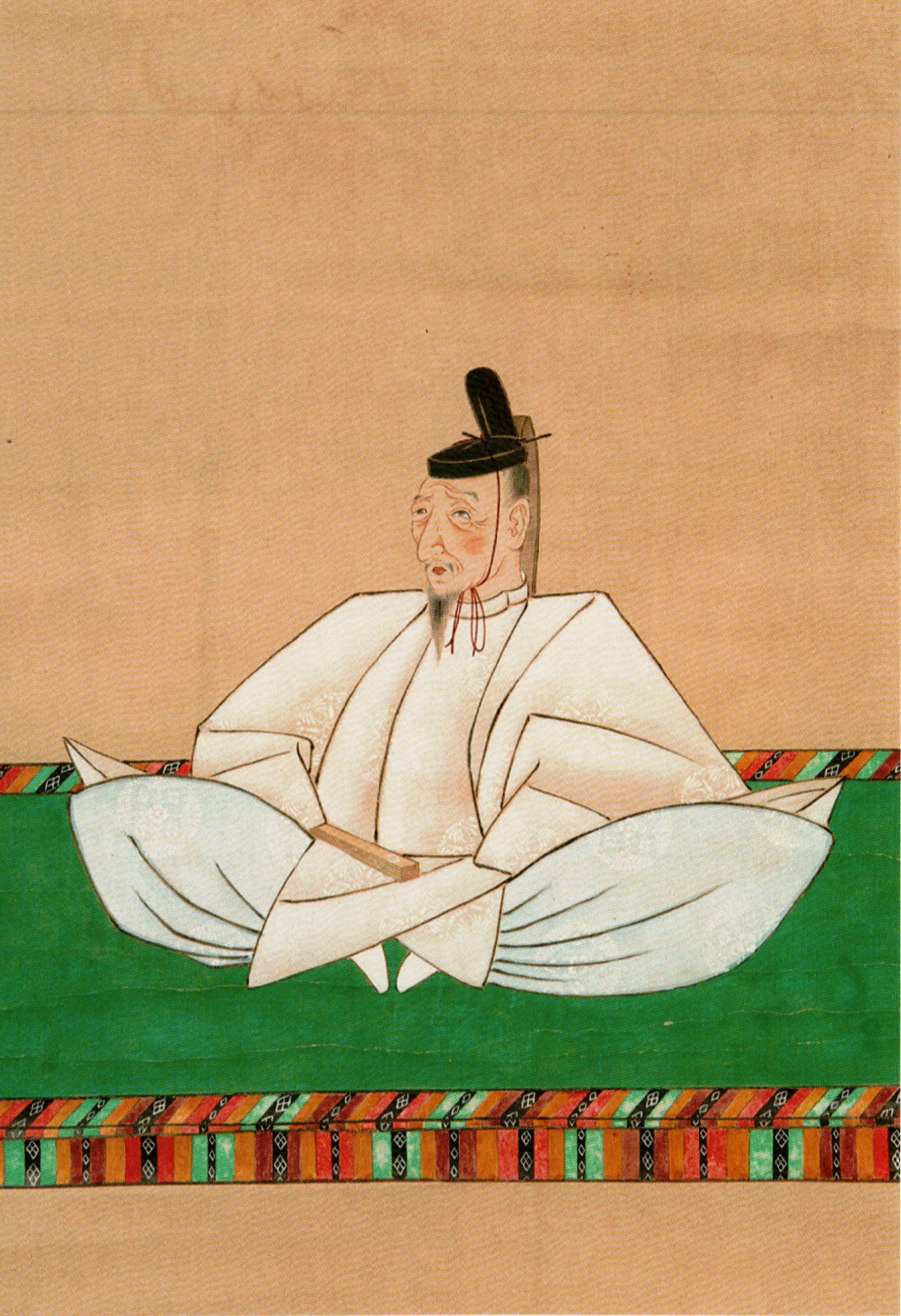
Nijō Yoshimoto

Nijō Yoshimoto (jap. 二条 良基, * 1320; † 16. Juli 1388) war ein japanischer Waka- und Rengadichter, Gelehrter und Hofbeamter.
Der Sohn des Kampaku Nijō Michihira erhielt bereits in seiner Jugend höfische Ehrenämter. Bis zur Spaltung in die Nord- und Süddynastie 1336 stand er im Dienst des Tennō Go-Daigo. Danach schloss er sich dem Nordhof an, wo er gute Beziehungen sowohl zum kaiserlichen Hof als auch zum Shōgunat pflegte. Von 1381 bis 1387 hatte er das Amt des Dajō Daijin (Großkanzler) inne.
Seine Laufbahn als Schriftsteller begann Yoshimoto mit traditionellen Wakagedichten. Seine eigentliche Bedeutung als Dichter erlangte er auf dem Gebiet der Rengadichtung, die in den Bänden Bunna Senku (1355) und Ishiyama hyakuin (1385) erschienen. Ein Renga-Wettbewerb mit dem Dichter Shua erschien unter dem Titel Yoshimoto Shua hyakuban renga-awase.
Mit dem Dichter Gusai kompilierte Yoshimoto die Rengasammlung Tsukuba-shū, die 1357 erschien. Weiterhin verfasste er mehrere theoretische Schriften über die Renga-Dichtung, darunter Tsukuba mondo (1372), Kyushu mondo (1376), Renga juyo (1379) und
Jumon saihisho (1383). An seinem letzten Werk Nijo Oshikoji kamonteisenki (1388) schrieb er bis wenige Tage vor seinem Tod.